# Chaméane
Cet article concerne l'ancienne commune du Puy-de-Dôme. Pour le cours d'eau, voir Chaméane (rivière).
Chaméane est une ancienne commune française située dans le département du Puy-de-Dôme, en région Auvergne-Rhône-Alpes. Elle a fusionné le 1er janvier 2019 avec la commune voisine de Vernet-la-Varenne pour donner la commune nouvelle du Vernet-Chaméane.
Les habitants de Chaméane sont appelés les Casaméniens et les Casaméniennes et surnommés les Renards, animal emblème du village.

## Géographie

### Localisation

#### Lieux-dits et écarts
Les Claustres, le Bourg, la Vachère, les Granets, les Noalhats, les Moirats, Barbancet, le Cuel, Le Moulin de la Rode conjointement avec Saint Genés la Tourette, le Moulin Vacher, le Moulin Borel, la Lyrisse, Côtes de Faux, la Guelle, le Pouhat, la Baraque…
Les Claustres : mentionné aux archives vaticanes comme étant au XIIIe siècle un monastère ou prieuré camaldule (règle de saint Romuald) composé de quelques ermites. Il est également fait mention d'une rixe entre les seigneurs du DRAC (seigneur de Chaméane) et les religieux qui ont voulu entrer de force mais se sont heurtés à une défense naturelle organisée (plusieurs étangs et nombreux buissons d'aubépine (alb-ispina - épine blanche dans le texte) On retrouve par la suite les Claustres comme un grand domaine agricole au XVe siècle dans les terriers et recueils financiers de l'abbaye de la Chaise-Dieu. Par la suite, le domaine fut rattaché au fief de Chaméane. Ses étangs fournissaient le poisson nécessaire pour le carême (asséchés aux XVIIIe siècle, ils furent recomposés au XXe siècle).
Du XVIe siècle jusqu'au milieu du XIXe siècle, le domaine était composé d'une maison de maître et de deux grands corps de bâtiment pour les bêtes. La maison de maître fut démantelée vers 1860, les pierres de taille, fenêtres à meneaux, portes en pierre moulurées à chapeau de gendarme sont toujours sur le site mais dispersées ou fondues dans le bâti actuel.

Aujourd'hui, une partie du domaine est toujours agricole et l'autre est une demeure privée.
La Vachère : hameau proche du bourg dont le nom renvoie en fait au mot « Vac » en auvergnat, le Val. Il rassemblait un grand nombre de la population de Chaméane, au point que jusqu'au XVIIIe siècle, le forgeron (famille Collange) et plusieurs marchands vivaient dans ce hameau plutôt qu'au bourg. À l'entrée on remarquera une croix en pierre du XVIe siècle.
Le Pouhat : hameau composé de deux maisons qui, jusqu'au milieu du XIXe siècle n'a constitué qu'une seule propriété. La première trace connue figure dans les registres notariaux qui mentionnent en 1600 : Jean Anglade, meunier de Saint Genés, habitant au Pouhat.
Les Pialoux (Piouloux au XVIIIe siècle, Pialhoz au XVe siècle) : mentionné sur la carte de Cassini du XVIIIe siècle. Autrefois hameau de plusieurs maisons, il n'en reste plus que deux. Au XVIIIe siècle, une maison habitée par la famille Rouvet fut totalement ravagée par un incendie causé par la foudre, les habitants ne survécurent pas.

#### Communes limitrophes
| Saint-Quentin-sur-Sauxillanges | Condat-lès-Montboissier | Échandelys              |
| Saint-Étienne-sur-Usson        | Chaméane                | Saint-Genès-la-Tourette |
|                                | Vernet-la-Varenne       |                         |

## Histoire
Le nom de Chaméane, Casameana ou  « maison du milieu », est apparu pour la première fois dans le cartulaire de l'abbaye clunisienne de Sauxillanges en 995.
Situé à mi-chemin entre Sauxillanges et Saint-Germain-l'Herm, Chaméane servit tout d'abord de halte aux moines effectuant le trajet entre ces deux villages.
Rattachée en 1095 à La Chaise-Dieu, puissante abbaye bénédictine fondée en 1043 par Robert de Turlande, Chaméane fit partie du réseau de prieurés ruraux parfois fortifiés.
La topographie du centre du village semble montrer qu’une enceinte enveloppa prieuré, église et dépendances (présence de meurtrières dans la structure de l'église, aujourd’hui non visibles de l'extérieur).
Avant la fin du Moyen Âge, l'influence de l'abbaye de La Chaise-Dieu décline et un château seigneurial laïque succède à la maison forte des moines, au centre d'une enceinte flanquée de tours rondes. Ce château fut le centre d’une justice seigneuriale et rurale importante englobant plusieurs communes alentour.
La formation des communes à l'époque révolutionnaire amputera Chaméane du tiers, en rattachant le fief de la Varenne au village du Vernet.
La commune n'a jamais dépassé plus de 800 âmes. Le XIXe siècle marque l'apogée « économique » de la commune : plusieurs commerces, écoles, structures administratives et religieuses.
Le XXe siècle est marqué par :
- la bataille de Chaméane en juillet 1944 qui vit s'affronter maquisards et troupes allemandes, dans la lignée des batailles du mont Mouchet (commémoration tous les ans fin juillet), dont le principal effet fut l'incendie du château de Chaméane ;
- la désertification qui débuta dans les années 1960 pour s'arrêter au milieu des années 1970 : depuis la commune se stabilise aux environs de 150 âmes ;
- la découverte et l'exploitation d'un filon d'améthyste (domaine des Claustres - famille Genestier) et d'uranium (terrain privé exploité par l'État) qui s'arrêta au milieu des années 1970.

Par arrêté préfectoral du 23 novembre 2018, les communes de Vernet-la-Varenne et de Chaméane ont fusionné et ont donné naissance à la commune nouvelle du Vernet-Chaméane le 1er janvier 2019.

## Politique et administration
| Période                                  | Période  | Identité         | Étiquette | Qualité |
| ---------------------------------------- | -------- | ---------------- | --------- | ------- |
| Les données manquantes sont à compléter. |          |                  |           |         |
| janvier 2019                             | En cours | Jean-Yves Perron | DVD       |         |

| Période                                  | Période | Identité              | Étiquette    | Qualité       |
| ---------------------------------------- | ------- | --------------------- | ------------ | ------------- |
| Les données manquantes sont à compléter. |         |                       |              |               |
| 1793                                     | 1793    | Jean Boucheron        |              |               |
| 1794                                     | 1796    | Louis Bourrasset      |              |               |
| 1796                                     | 1798    | Jean Faugeres         |              |               |
| 1798                                     | 1801    | Louis Bourrasset      |              |               |
| 1801                                     | 1816    | François Collange     |              |               |
| 1816                                     | 1821    | Jean Bourrasset       |              |               |
| 1821                                     | 1848    | Mathieu Vivat         |              |               |
| 1848                                     | 1870    | Antoine Blot          |              |               |
| 1870                                     | 1875    | Jean Vignal           |              |               |
| 1875                                     | 1877    | Guillaume Faugeres    |              |               |
| 1878                                     | 1888    | Jean Vignal           |              |               |
| 1888                                     | 1900    | Benoit-Jules Sabatier |              |               |
| 1900                                     | 1912    | François Rouvet       |              |               |
| 1912                                     | 1919    | François Moissaing    |              |               |
| 1919                                     | 1944    | Mathieu Chaduc        |              |               |
| 1944                                     | 1953    | François Gachon       |              |               |
| 1953                                     | 1965    | Marcel Champroux      |              |               |
| 1965                                     | 2001    | Jean Challet          | RPR          |               |
| 2001                                     | 2018    | Jean-Yves Perron      | UMP puis DVD | Maire délégué |

## Population et société

### Démographie
L'évolution du nombre d'habitants est connue à travers les recensements de la population effectués dans la commune depuis 1793. Pour les communes de moins de 10 000 habitants, une enquête de recensement portant sur toute la population est réalisée tous les cinq ans, les populations de référence des années intermédiaires étant quant à elles estimées par interpolation ou extrapolation. Pour la commune, le premier recensement exhaustif entrant dans le cadre du nouveau dispositif a été réalisé en 2007.

En 2016, la commune comptait 158 habitants, en évolution de +8,22 % par rapport à 2010 (Puy-de-Dôme : +2,1 %, France hors Mayotte : +2,11 %).
| 1793 | 1800 | 1806 | 1821 | 1831 | 1836 | 1841 | 1846 | 1851 |
| ---- | ---- | ---- | ---- | ---- | ---- | ---- | ---- | ---- |
| 560  | 318  | 776  | 567  | 569  | 561  | 582  | 557  | 591  |

| 1856 | 1861 | 1866 | 1872 | 1876 | 1881 | 1886 | 1891 | 1896 |
| ---- | ---- | ---- | ---- | ---- | ---- | ---- | ---- | ---- |
| 521  | 533  | 520  | 504  | 505  | 497  | 506  | 503  | 502  |

| 1901 | 1906 | 1911 | 1921 | 1926 | 1931 | 1936 | 1946 | 1954 |
| ---- | ---- | ---- | ---- | ---- | ---- | ---- | ---- | ---- |
| 506  | 502  | 370  | 310  | 308  | 308  | 304  | 207  | 196  |

| 1962 | 1968 | 1975 | 1982 | 1990 | 1999 | 2006 | 2007 | 2012 |
| ---- | ---- | ---- | ---- | ---- | ---- | ---- | ---- | ---- |
| 165  | 157  | 144  | 145  | 147  | 132  | 140  | 141  | 150  |

| 2016 | - | - | - | - | - | - | - | - |
| ---- | - | - | - | - | - | - | - | - |
| 158  | - | - | - | - | - | - | - | - |

## Culture locale et patrimoine

### Lieux et monuments

#### Patrimoine religieux
- Église Saint-Pierre-aux-Liens des XIe et XVe siècles, inscrite aux monuments historiques le 30 octobre 1987[7].

De la construction romane s'observent encore quelques vestiges, notamment les éléments en granite ou grès rose du portail, dont l'arc en plein cintre surmontée d'une moulure d'archivolte à courts retours latéraux. À l'intérieur, la première travée de la nef est également romane. L'édifice fut agrandi aux XVe et XVIe siècles, d'où la juxtaposition d'éléments romans et gothiques. La nef élargie, prolongée d'un chœur à pans coupés, supporte un massif clocher carré, auquel est adossé une tourelle d'escalier hors d'œuvre. Les baies sont des lancettes trilobées et les angles sont épaulés de contreforts.
À l'intérieur de l'église, les différents écussons au centre des voûtes sont remarquables. L'un d'entre eux, orné de clefs entrelacées, représente l'attachement de l'église à la Chaise-Dieu.
L'extension à main droite en entrant, dite « chapelle des hommes », servit de chapelle à la confrérie exclusivement masculine du Sacré-Cœur après 1750.
De même à gauche, la petite chapelle gothique, servit à la fois à la confrérie des femmes de Chaméane dédiée à Notre-Dame du Rosaire, mais aussi de crypte à la famille noble de la Reynerie (XIe – XVIIIe siècle), seigneur du château du même nom qui appartenait à la paroisse de Chaméane jusqu'à la Révolution et rattaché à la commune du Vernet-la-Varenne jusqu'à la fusion des deux communes le 1er janvier 2019.
L'église conserve notamment une statue de sainte Philomène en carton bouillie[réf. nécessaire], une statue de saint Pierre-ès-liens et un autel en bois sculpté du XVIIe siècle, un tableau néo-classique, représentant saint Amable (patron de la ville de Riom) recevant les reliques. Daté de 1812, il est signé de Jean-Baptiste Collet, élève du peintre David. Il fut donné par les comtes de Chabrol, vieille famille riomoise et seigneur de Chaméane à cette époque.
Une importante restauration est en cours sur tous les extérieurs. Les premiers sondages ont démontré que l'église comportait des peintures et ornements du XVIe siècle, ce qui vient conforter les avis déjà exprimés, de certains historiens locaux.

#### Patrimoine civil

##### Château
- Château du XVIe siècle qui fait l'objet d'une inscription au titre des monuments historiques le 30 janvier 1986[8].

Les vestiges du château, à ce jour privé, datent pour l'essentiel des XVe et XVIe siècles.
Ils bordent le nord de l'église. En contournant l'enceinte, on observe un corps de logis rectangulaire, flanqué d'une tour circulaire et de deux tours carrées dotées aux angles de bretèches. Il comprend en son sein le corps de logis primitif, plus petit et fortifié des XIIe et XIIIe siècles. Une troisième tour carrée, appelée « donjon », édifiée à la fin du XVIe siècle et ne comprenant qu’un vaste escalier s’élevait à l’avant du bâtiment. Un fossé ou douves complète ces dispositions défensives, avant tout symboliques, mais dont une partie était empoissonnée.
Chaméane vit se succéder à sa tête de nombreux noms prestigieux : les barons de Mardogne, de Tinières, les comtes de Foix (descendants de l'antique maison des comtes de Carcassonne), du Floquet, Boyer de Saunat (originaire d'Auzon), les comtes de Chabannes (titrés Cousins du Roi) les Chabrol (Guillaume-Michel, célèbre Jurisconsulte, auteur des coutumes d'Auvergne, ses fils et petits fils, dont un ministre de Napoléon et Louis XVIII, un préfet de la Seine, un maire de Nevers, plusieurs députés et pairs de France).
Leurs descendants, les Ruinard de Brimont (famille rémoise) et les comtes Sallier de la Tour (originaires de Savoie qui prirent une large part à l’unification de l’Italie) prirent possession de Chaméane. À la fin du XIXe siècle, la comtesse Mathilde Sallier de La Tour restaura l'enceinte extérieure dans un style néo-médiéval avec créneaux, merlons et bretèche sur l'entrée nord et aménagea à l'intérieur un parc d'agrément, sur un hectare. Au XXe siècle, Chaméane et son château reçurent fidèlement les visites estivales des ducs de Calvello et des princes de Castelciccala.
En 1944, Chaméane servit de théâtre à une bataille féroce entre troupes allemandes et forces résistantes. Le donjon fut alors dynamité et le château incendié par l'armée allemande. Les éléments qui subsistent sont inscrits à l'inventaire des monuments historiques depuis 1987 et une réhabilitation du site a débuté.

##### Curiosités
Pierre du Moine Blanc

En quittant Chaméane sur la route principale, en direction de Saint-Étienne-sur-Usson, dans le premier virage après le monument commémoratif de la bataille de Chaméane en 1944, il existe les restes d'un monument mégalithique, appelé « Pierre du Moine Blanc » et transformé par la suite en croix chrétienne, aujourd’hui désacralisée. Juste à côté, le fossé long de quelques dizaines de mètres représente les restes d'une voie romaine.
Chaméanite

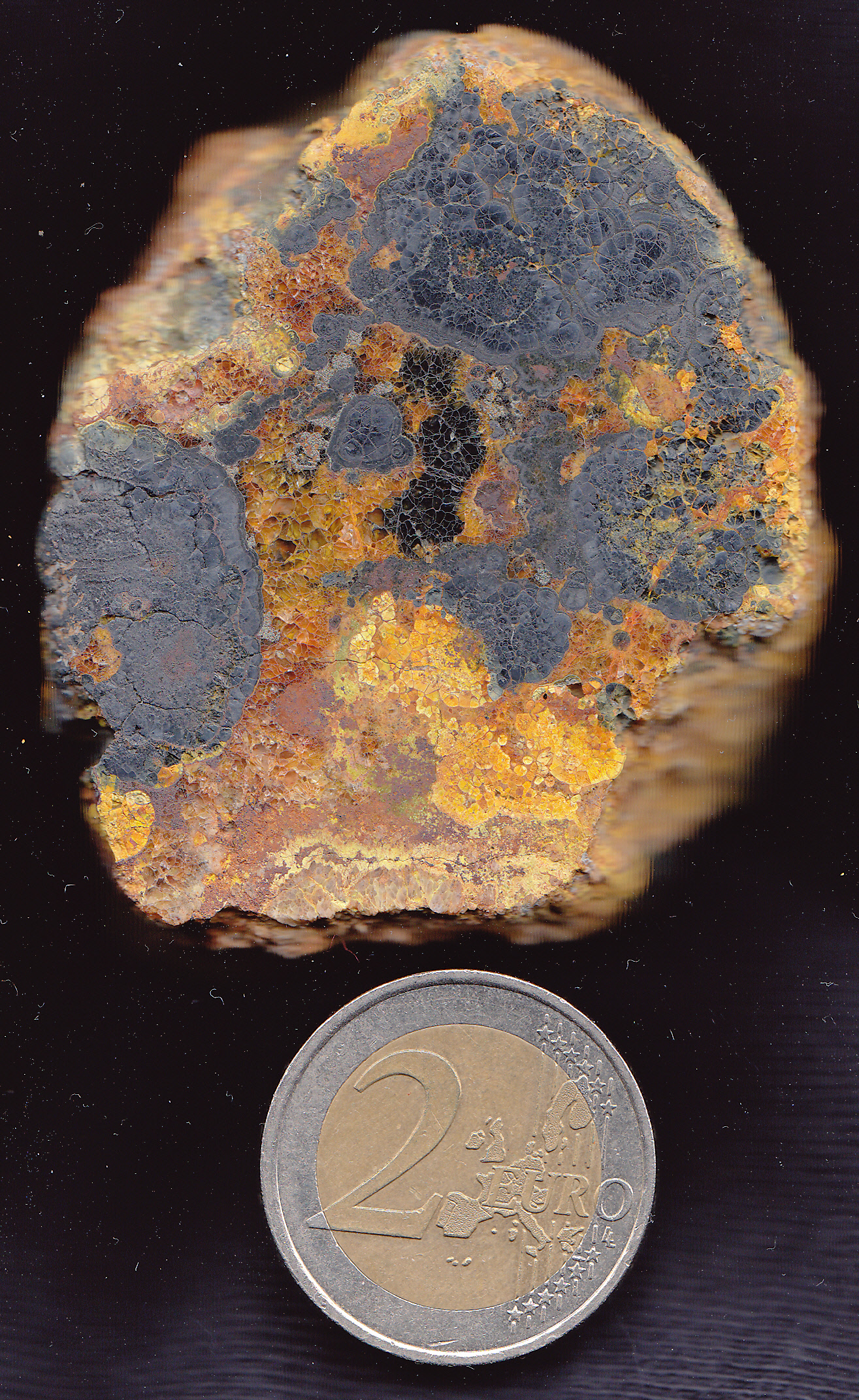
Pechblende et gummite de Chaméane.

À proximité de Chaméane, le sous-sol a été exploité entre 1964 et 1965 pour l'uranium. Cette exploitation, effectuée en travaux miniers souterrains, a fourni 230 t de minerai d'une teneur égale à 1,33 %, ce qui représente environ 300 kg d'uranium.
Cet éphémère gisement d'uranium faisait partie de la zone d'activité de la division C.E.A. Forez qui a livré 7 000 t d'uranium. Le minerai, essentiellement constitué de pechblende et de gummite (altération de la pechblende en hydroxydes complexes d'uranium), avait la particularité de contenir un minéral très rare : la chaméanite. Il s'agit d'une espèce minérale non uranifère (donc ne contenant pas d'uranium) qui est un sulfoarséniure complexe de fer, de cuivre et de sélénium.
Le gisement de Chaméane a par ailleurs livré de l'améthyste, fort connue dans la région du Vernet-la-Varenne pour les exploitations artisanales, jadis très actives, de cette variété violette de quartz.

##### Les moulins
En contrebas de Chaméane, il existe une succession de plusieurs moulins, sur le Veysson, ruisseau courant le long de la commune. Moulin Borel, Moulin Vacher, Moulin de le Rode dont ils restent encore roues et meules, servirent pendant de nombreux siècles à moudre le grain, les noix pour obtenir de l'huile, mais aussi à travailler le chanvre, avant qu'il soit tissé par des familles de tisserands installées sur la commune.
Certains de ces moulins ont aujourd’hui disparu, comme le moulin Fayolle ou le moulin Neuf qui ont fonctionné au moins jusqu'à la fin du XIXe siècle.

##### Archives
- Registres paroissiaux depuis 1506
- Registres d'état civil depuis 1793
- Délibérations municipales depuis :

### Patrimoine naturel
- La commune de Chaméane est adhérente du parc naturel régional Livradois-Forez.

### Personnalités liées à la commune
Chaméane fut également un lieu de croisement littéraire où le comte Joseph Arthur de Gobineau séjourna de nombreuses fois (auteur des Pléiades), Henri Pourrat (prix Goncourt 1941)  vint chercher l'inspiration, ainsi que Frédéric Lefèvre (rédacteur en chef des Nouvelles littéraires, réfugié pendant la Seconde Guerre mondiale), mais aussi André Gide (prix Nobel de littérature 1947) lors d'un court séjour dans les années 1940.
Le général Valérie André séjourna également à Chaméane (les Claustres). Elle fut la 1re femme française nommée général d'armée en 1976.

### Héraldique
| Blason de Chaméane | Blason  | Parti: au 1er d’argent à la bande d’azur accompagnée de six roses de gueules ordonnées en orle, au 2e d’or au dragon de sinople, lampassé et couronné de gueules; le tout sommé d’un chef d’azur chargé d’une fasce crénelée de cinq pièces d’or et maçonnée de sable. |
| Blason de Chaméane | Détails | Le statut officiel du blason reste à déterminer. |

### Sources
- Travaux du CGHAV
- « Le Petit casaméen », années 1995-1996-1997
- Dictionnaire historique du Puy-de-Dôme - Tardieu
- Dictionnaire des anciennes familles d'Auvergne - Tardieu
- Fief de la Basse-Auvergne - Comte de Remacle